# Дезмір
Дезмір (рум. Dezmir) — село у повіті Клуж в Румунії. Входить до складу комуни Апахіда.
Село розташоване на відстані 318 км на північний захід від Бухареста, 8 км на схід від Клуж-Напоки.

## Населення
За даними перепису населення 2002 року у селі проживали 1300 осіб.
Національний склад населення села:
| Національність | Кількість осіб | Відсоток |
| -------------- | -------------- | -------- |
| румуни         | 1262           | 97,1%    |
| угорці         | 27             | 2,1%     |
| цигани         | 10             | 0,8%     |

Рідною мовою назвали:
| Мова      | Кількість осіб | Відсоток |
| --------- | -------------- | -------- |
| румунська | 1281           | 98,5%    |
| угорська  | 17             | 1,3%     |